# Койотів час
«Койотів час» (англ. Coyote time або англ. Coyote jump) — прийом із механіки відеоігор. Полягає в тому, що в іграх, які дозволяють стрибати (наприклад, платформерах), ігровий рушій вдає, що точка опори існує ще деякий час після того, як гравець ступив за межі твердої поверхні. Це збільшує ймовірність того, що гравець виконає очікуваний стрибок.
Назва походить від персонажа Койота з мультфільмів Хитрий койот і Дорожній бігун, який міг комічно бігти деякий час в повітрі, замість впасти з урвища.